# Classe Económica (aviação)

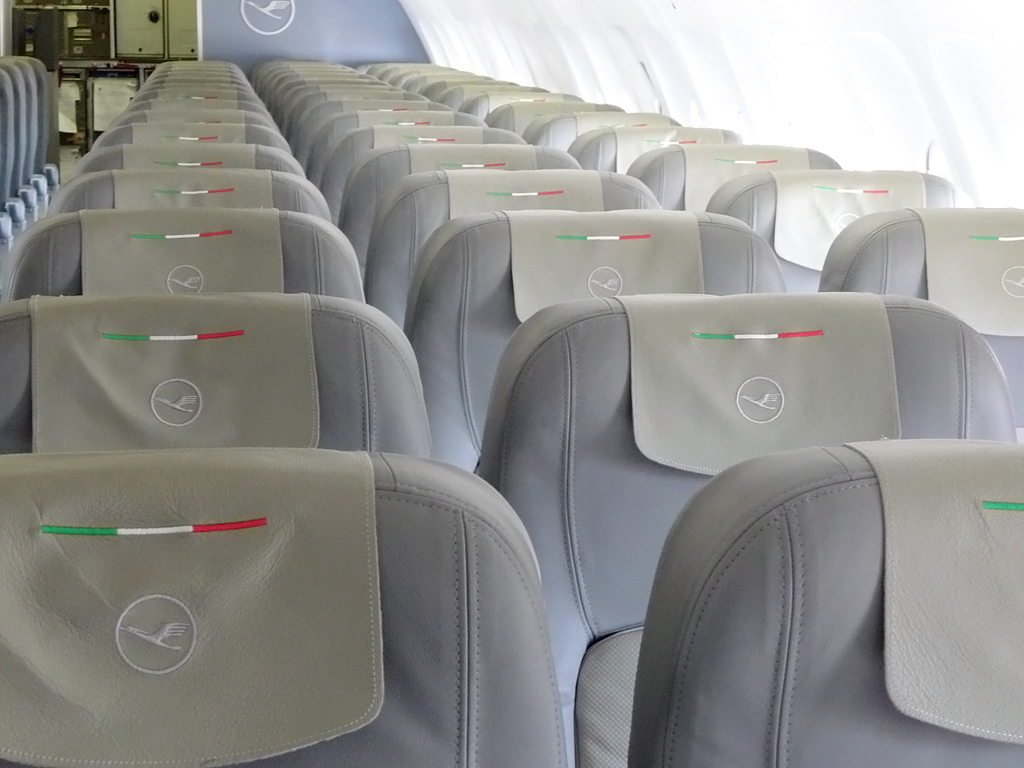

A Classe Econômica em um avião, é a classe em que, tanto o valor do bilhete, como os níveis de conforto, são mais baixos. 
Esta classe caracteriza-se, essencialmente, pela curta distância entre cada assento, e por uma escolha mais reduzida das refeições e dos entretenimentos, normalmente associados a um pequeno  sistema de vídeo único para toda esta classe. 
Com o desenvolvimento de companhias aéreas de baixo custo (low-cost), tem-se generalizado a configuração dos aviões para 100% classe econômica. O serviço oferecido é bastante reduzido e, na maior parte dos casos, não existe alimentação a bordo sem custo para o passageiro, nem qualquer tipo de entretenimento; em contrapartida, o preço do bilhete é dos mais baixos.